# 生きてく強さ
『生きてく強さ」（いきてくつよさ）は、GLAYの7枚目のシングルである。

## 概要
- 「生きてく強さ」というタイトルをつけたのはTAKUROだったが、他のメンバーはこのタイトルがとても嫌だったという話がある。

## 収録曲
| 全編曲: GLAY・佐久間正英。 |                                        |         |         |
| #                          | タイトル                               | 作詞    | 作曲    |
| 1.                         | 「生きてく強さ」                       | TAKURO  | TAKURO  |
| 2.                         | 「Cynical」                            | HISASHI | HISASHI |
| 3.                         | 「生きてく強さ」(オリジナル・カラオケ) |         |         |

### 楽曲解説
1. 生きてく強さ
ライブでも頻繁に演奏される人気の曲。『rare collectives vol.4』にて再録バージョンが収録されている。
2004年の「GLAY ARENA TOUR 2004“THE FRUSTRATED -extreme-”」中に新潟県中越地震が起き、その後の新潟での公演で“新潟の人々に元気を与えたい”ということでこのツアーで唯一演奏された。
2011年の東日本大震災以降、「歌う意味を再確認した。GLAYの一つの転機となった曲」と語っており、被災地の人々を元気づけたいという想いからライブのラストナンバーとして演奏されることが多くなった。
2021年3月11日にTBS系『音楽の日』にて､「SHINING MAN」と共に披露された[1]。
2. Cynical
HISASHIによって初めて作られた曲。既にこの頃からHISASHIの楽曲はデジタル色の強いものになっている。ライブではアコースティック・アレンジされて演奏されることもある。
3. 生きてく強さ (オリジナル・カラオケ)

## タイアップ
生きてく強さ
- テレビ朝日「かざあなダウンタウン」オープニングテーマ

## 収録アルバム
生きてく強さ
- BEAT out!
- DRIVE-GLAY complete BEST
- THE GREAT VACATION VOL.2 〜SUPER BEST OF GLAY〜
- rare collectives vol.4（再録）
- BEAT out! Anthology（リミックスバージョン）
- DRIVE 1993〜2009 -GLAY complete BEST

Cynical
- rare collectives vol.2
- BEAT out! Anthology（リミックスバージョン）

## 「生きてく強さ」のカバー
- 山崎育三郎 - アルバム『1936 〜your songs II〜』(2017年)収録